# パンズ・ラビリンス
『パンズ・ラビリンス』（原題: El laberinto del fauno, 英題: Pan's Labyrinth）は、2006年のメキシコ・スペインのファンタジー映画。日本公開は2007年10月6日より。監督・脚本はギレルモ・デル・トロ。PG12指定。

## 概要
内戦後のスペインの少女を描くダーク・ファンタジーである。
本作は世界各国で数々の映画賞を受け、第79回アカデミー賞では撮影賞、美術賞、メイクアップ賞を受賞し、外国語映画賞では次点となった。
本作は1993年から構想されており、最初に書かれた覚書はゲリラの尋問のシーンである。オズの魔法使い、オスカー・ワイルド、アンデルセン、グリム童話、不思議の国のアリスなどのおとぎ話や児童文学から引用している。
デル・トロ監督がスペイン内戦下を舞台に描いた作品としては、姉妹作『デビルズ・バックボーン』（2001年）に続いて2作目となる。
タイトルにある「パン」とは、ギリシア神話に登場する牧羊神である（原題の「fauno」は、パンに対応するローマ神話の神ファウヌスのこと）。ただし、本作に登場するパンの造形には、同じく羊の角を持つ悪魔のイメージも組み込まれている。

## ストーリー
むかしむかし、地底の世界に病気も苦しみもない王国がありました。その国には美しい王女様がありました。王女様はそよ風と日の光、そして青い空をいつも夢見ていました。ある日、王女様はお城をこっそり抜け出して人間の世界へ行きました。ところが明るい太陽の光を浴びたとたん、彼女は自分が誰なのか、どこから来たのかを忘れてしまったのです。地底の王国の王女様はその時から寒さや痛みや病の苦しみを感じるようになり、ついには死んでしまいました。姫を亡くした王様は悲しみましたが、いつか王女様の魂が戻ってくる事を知っていました。そしてその日をいつまでも、いつまでも待っているのでした。
内戦で仕立て屋の父親を亡くした少女オフェリア。彼女は妊娠中の母親と共に、再婚相手であり独裁政権陸軍のビダル大尉に引き取られ、森の中にある軍の砦に移り住む。レジスタンス掃討を指揮する冷酷なビダルは、生まれくる自分の子だけを気にかけ、母親も夫の意向ばかりをうかがうため、オフェリアは顧みられず、孤独な日々を過ごす。砦での暮らしは彼女にとって重苦しいものとなっていき、本の中にある妖精やおとぎ話の世界へ引き込まれていく。オフェリアを気にかけてくれるのは砦の家政婦であるメルセデスだけだが、彼女の弟はレジスタンス運動に身を投じており、メルセデス自身もビダル大尉の目を盗んでこれに協力していた。
ある夜のこと、オフェリアの前に妖精が現れ、森の奥にある迷宮へ導く。そこには迷宮の番人パンが待っており、彼女を一目見るなり「あなたこそは地底の王国の姫君だ」と告げる。パンはこの迷宮が地底の王国の入り口である事、そして姫君である事を確かめるためには3つの試練を果たさなければいけない事を伝える。こうしてオフェリアはパンに与えられた3つの試練に挑むことになった。
オフェリアが幻想の世界を訪れている間にも、現実ではビダル大尉による容赦のない掃討が繰り広げられており、それは彼女の幻想と現実の世界の双方を侵食し、暗い影を落していく。

## キャスト
※括弧内は日本語吹き替え
- オフェリア - イバナ・バケロ（スペイン語版）（宇山玲加）
- パン - ダグ・ジョーンズ（山口りゅう）
- ビダル大尉 - セルジ・ロペス（諸角憲一）
- カルメン - アリアドナ・ヒル（スペイン語版）（瀬尾恵子）
- メルセデス - マリベル・ベルドゥ（塩田朋子）
- Dr.フェレイロ - アレックス・アングロ（スペイン語版）（伊藤和晃）
- ガルセス - マノロ・サロ
- ペドロ - ロジェール・カサマジョール（スペイン語版）
- ペイルマン - ダグ・ジョーンズ

## スタッフ
- 監督：ギレルモ・デル・トロ
- 製作：ギレルモ・デル・トロ、ベルサ・ナヴァロ、アルフォンソ・キュアロン、フリーダ・トレスブランコ、アルバロ・アグスティン
- 脚本：ギレルモ・デル・トロ
- 撮影：ギレルモ・ナヴァロ
- 編集：ベルナト・ビラプラナ
- 美術：エウヘニオ・カバイェーロ（スペイン語版）
- セットデザイン：ピラール・レベルタ（英語版）
- 音楽：ハビエル・ナバレテ
- 音響：マルティン・エルナンデス、ミゲル・ポロ
- 特殊効果：レイエス・アバデス
- 視覚効果：エヴェレット・バレル
- 衣装デザイン：ララ・ウエテ、ロシオ・レドンド

## 受賞歴
- 2006年（第79回）アカデミー賞

撮影賞：ギレルモ・ナヴァロ
美術賞：エウヘニオ・カバイェーロ、ピラール・レベルタ
メイクアップ賞：ダヴィド・マルティ、モンセ・リベ
（脚本賞、外国語映画賞、作曲賞でもノミネート）
- 2006年（第59回）カンヌ国際映画祭

コンペティション部門正式参加作品
- 2006年（第41回）全米映画批評家協会賞

作品賞
- 2006年（第73回）ニューヨーク映画批評家協会賞

撮影賞：ギレルモ・ナヴァロ
- 2006年（第32回）ロサンゼルス映画批評家協会賞

美術賞：エウヘニオ・カバイェーロ
- 2006年（第60回）英国アカデミー賞

外国語映画賞
衣裳デザイン賞：ララ・ウエテ
メイクアップ&ヘアー賞：ホセ・ケトグラス、ブランカ・サンチェス
特殊視覚効果賞：エドワード・イラストーザ、エヴェレット・バレル
- 2006年（第21回）ゴヤ賞

脚本賞：ギレルモ・デル・トロ
新人女優賞：イバナ・バケーロ
撮影賞：ギレルモ・ナヴァロ
特殊効果賞：レイエス・アバデス、エヴェレット・バレル
ダヴィド・マルティ、モンセ・リベ、エドワード・イラストーザ、エミリオ・ルイス
編集賞：ベルナト・ビラプラナ
音響賞：マルティン・エルナンデス、ミゲル・ポロ
メイクアップ&ヘアスタイル賞：ホセ・ケトグラス、ブランカ・サンチェス
- 2007年ヒューゴー賞

長篇映像部門
- 上記を含めて67の賞を受賞し、58のノミネートを受けた。多数の批評で2006年度の映画トップ10に選出されている。